# IC 1101
IC 1101 är en  linsformad superjättegalax (cD) av klass S0 i centrum av galaxhopen Abell 2029. Den har en isofotal diameter på cirka 123,65 till 169,61 kiloparsec (400 000 till 550 000 ljusår). Den har en diffus kärna som är den största kärnan av någon galax som hittills varit känd, och innehåller ett supermassivt svart hål, ett av de största som upptäckts. IC 1101 ligger 354,0 megaparsec (1,15 miljarder ljusår) från jorden. Den upptäcktes den 19 juni 1790 av den tysk-brittiska astronomen William Herschel.

## Observationshistorik
IC 1101 katalogiserades i Index Catalogue of galaxies från slutet av 1800-talet till början av 1900-talet, vilket är där galaxen fick sin mest använda beteckning. I en studie från 1964 av galaxer som åtföljdes av radiokällor listades IC 1101 som en av de diffusa elliptiska galaxer som valdes ut för studien. Studien noterade att IC 1101 inte hade beaktats som en radiokälla, men radioemissioner som liknade galaxer med sådana emissioner observerades.
Nästan ett och ett halvt decennium senare, år 1978, analyserade astronomen Alan Dressler 12 mycket rika galaxhopar, bland dem Abell 2029, där IC 1101 finns. Året därpå publicerade han en artikel enbart tillägnad IC 1101 och dess relaterade dynamik och egenskaper, vilket avslöjade en stigande hastighetsspridningsprofil. Efter detta kom han att publicera en artikel som gav en överblick av hans senaste studier om hopen och galaxen.
Under 1985 erhöll ett team av astronomer spektra av gasen inuti flera galaxkluster som är kända för att vara lysande inom röntgenvåglängder,som Abell 2029. Strax därefter genomfördes en undersökning av dynamiken hos IC 1101 och galaxerna inom några hundra kiloparsec från den.
Centrumen i galaxhopar anses vara bland de bästa laboratorierna för att studera galaxers och galaxhopars utveckling, och därför publicerades ett flertal artiklar under slutet av 1980-talet till början av 1990-talet som kartlade många av de ljusaste galaxerna i hoparna. Bland dem fanns IC 1101. R-bandets (rött ljus) luminositetsprofiler erhölls snart för IC 1101, vilket avslöjade en mycket stor ljushalo som kunde spåras ut mer än flera hundra kiloparsec från galaxens centrum.
År 2002 utfördes en analys av Chandraröntgenundersökningar av galaxhopen. År 2011 genomfördes en undersökning av de över 430 ljusstarkaste galaxer i hopen, bland dem IC 1101.
År 2017 genomfördes en rödförskjutningsundersökning av hopen, vilket möjliggjorde en lista över hastighetsspridningar. Detta begränsar hopens dynamik. Samma år fann en analys av galaxens inre regioner med hjälp av bilder från Hubbleteleskopet en enorm men diffus galaktisk kärna, åtföljd av massuppskattningar av det centrala supermassiva svarta hålet.
Under 2019-2020 undersöktes 170 lokala galaxhopar för att studera de ljusaste galaxhoparna, deras strukturer och ljuset inom hoparna runt dem.

## Egenskaper

### Morfologi

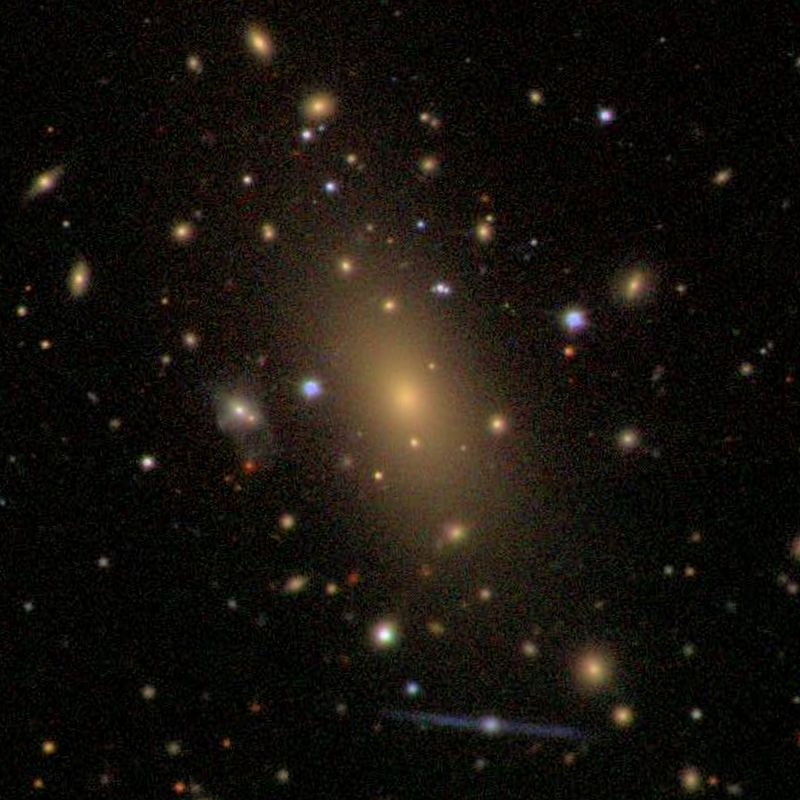
IC 1101 avbildad av Sloan Digital Sky Survey

Galaxen klassificeras som en superjätte elliptisk (E) till linsformad (S0) och är den ljusaste galaxen i A2029 (därav dess andra beteckning A2029-BCG; BCG betyder ljusaste galaxhop). Galaxens morfologiska typ är omdiskuterad på grund av att den möjligen är formad som en platt skiva men bara synlig från jorden i dess bredaste dimensioner. En morfologi på S0- (Hubblestadium-2 har angetts av den tredje referenskatalogen över ljusstarka galaxer (RC3) från 1991.

### Komponenter och struktur
Liksom de flesta stora galaxer omfattar IC 1101 ett antal metallrika stjärnor, av vilka några är så mycket som sju miljarder år äldre än solen, vilket gör att den ser gyllengul ut till färgen. Den har en mycket stark radiokälla i centrum, som sannolikt är förknippad med ett supermassivt svart hål i massintervallet 40–100 miljarder solmassor mätt med dynamiska kärnmodeller, eller alternativt med 50–70 miljarder solmassor med hjälp av gasansamlingshastighet och tillväxtmodellering, vilket skulle göra IC 1101:s svarta hål till ett av de mest massiva som hittills är kända. Uppskattningarna av massan av IC 1101:s svarta hål ligger nära den övre gränsen för kosmologiska gränser, och kallas ett "övermassivt" svart hål.
IC 1101:s massa-till-ljus-förhållande har beskrivits som anomalt högt. Galaxen har också en unik hastighetsspridningsprofil, vilket tyder på en massiv halo av mörk materia. Den ackumulerar ungefär 450 solmassor per år. Galaxen saknar kärnemission i synligt ljus i dess centrum samt tecken på nyligen genomförd stjärnbildning. Det finns inte heller några bevis för stoftbanor i kärnan.
Under många år föreslogs det att IC 1101 befann sig i centrum för ett massivt kylflöde inom Abell 2029-hopen, men senare observationer avfärdade detta.
En artikel från 2017 antyder att IC 1101 har den största kärnstorleken av alla galaxer med en kärnradie på cirka 4,2 ± 0,1  kparsec (13,70 ± 0,33 tusen  ljusår), genom att anpassa en modell till en bild av galaxen som gjorts med Hubbleteleskopet (HST). Detta gör dess kärna större än den som observerats i A2261-BCG, som är 3,2 kparsec (10 000 ljusår ). Kärnan är också ungefär en storleksordning större än kärnan i andra stora elliptiska galaxer, som NGC 4889 och NGC 1600. Uppskattningarna av den absoluta magnituden av IC 1101:s sfäroid är mycket svaga för en så stor kärna, vilket tyder på ett stort massunderskott uppskattat till 0,49 solmassa och ett stort luminositetsunderskott uppskattat till 0,11 av solens luminositet. En hypotes för de observerade egenskaperna och särdragen hos kärnan är att sammanslagningen av de centrala svarta hålen från galaxens bildande kastade ut stjärnor ur kärnan. Men när man undersöker stora och diffusa galaktiska kärnor måste försiktighet iakttas, eftersom olika uppskattningar kan skilja sig åt mellan de datormodeller som används. Som ett exempel påstods Holmberg 15A ursprungligen ha den största galaktiska kärnan av alla galaxer, men andra studier bevisade motsatsen, antingen genom att man inte hittade någon kärna eller uppskattade en mindre storlek för den. Det bör också noteras att satellitgalaxerna kan ha haft en effekt på de uppskattade egenskaperna hos den diffusa kärnan.
IC 1101:s huvudaxel är orienterad i nordost-sydvästlig riktning. Huvudaxeln är till och med i linje med den axel längs vilken Abell 2029 ackumuleras från Abell 2033. Dess komponenter som kärnan och huvudkroppen är väl uppradade, men halon är vriden 20 grader från galaxens andra komponenter. Dess isofoter (formerna som förbinder områden med samma ytljusstyrka) är övervägande fyrkantiga. Närmare kärnan blir IC 1101:s isofoter förlängda, vilket tyder på en kärnskiva. Denna egenskap kan bero på en oupplöst dubbelkärna, producerad av en lågintensiv aktiv galaxkärna (AGN) eller en störd satellitgalax som störs av det centrala svarta hålet. Flera elliptiska galaxer som NGC 4438-B, NGC 5419 och VCC 128 innehåller två punktkällor, vilket leder till hög ellipticitet. NRAO VLA:s sky-survey upptäckte en radiokälla nära IC 1101, vilket bekräftar en möjlig AGN. En annan, svagare radiokälla har också upptäckts i närheten, vilket öppnar upp möjligheten för en dubbel AGN som inte kan uteslutas.
Liksom de flesta BCG-galaxer har IC 1101 en massiv och diffus stjärnhalo och en del överdrivet haloljus. Halon är vriden 20 grader från huvudkroppen och kärnan i IC 1101. Denna egenskap, bland annat, verkar vara anledningen till att IC 1101 klassificeras som en linsformad galax i RC3.

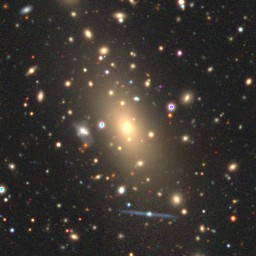
IC 1101 avbildad vid den nionde datapubliceringen av Legacy-undersökningen.

### Storlek
IC 1101 anses vara en stor galax som kännetecknas av en omfattande, diffus halo. Detta är intracluster light, eller ICL, fritt flygande stjärnor som inte är bundna till någon galax. Denna allestädes närvarande massa av stjärnor inom galaxhopar är vanligtvis mer koncentrerade runt de ljusaste galaxerna i hoparna, som IC 1101. Fotometriskt är ICL oskiljbar från den ljusaste galaxhopen, men den kan särskiljas kinematiskt. Under början av 2000-talet gjordes svaglinsningsuppskattningar för Abell 2029, vilket visade massans fördelning i hela hoparna och galaxen.
Definitionen av en galaxstorlek varierar beroende på vilken metod som används i den astronomiska litteraturen. Fotografiska plåtar av blått ljus från galaxen (som omfattar stjärnor exklusive den diffusa halon) ger en effektiv radie (radien inom vilken hälften av ljuset avges) på 65 ± 12  kparsec (212 000 ± 39 000  ljusår) baserat på en tidigare avståndsmätning. Galaxen har en mycket stor halo med mycket lägre intensitet, "diffust ljus", som sträcker sig till en radie på 600 kparsec (2 miljoner ljusår). Författarna till studien som identifierar halon drar slutsatsen att IC 1101 är "möjligen en av de största och mest ljusstarka galaxerna i universum". Denna uppfattning har också framförts i flera andra artiklar, men denna uppgift baserades på ett tidigare antaget avstånd på 262 megaparsek (855 miljoner ljusår). 
Nyare mätningar, med 25,0 magnituder/bågsekund2-standarden (vanligtvis känd som D25, en metod som rekommenderades av R. O. Redman 1936) har använts av RC3 i B-bandet, med en uppmätt huvudaxel (log 2a+1) på 1,08 (motsvarande 72,10 bågsekunder), vilket motsvarar en diameter på 123,65 kparsek (403 000 ljusår). En annan beräkning av Two Micron All-Sky Survey med den "totala" aperturen vid K-bandet ger en mycket större storlek på 169,61 kparsek (553 000 ljusår). Båda mätningarna är baserade på det för närvarande accepterade avståndet till IC 1101. Detta skulle göra den till en av de största och mest ljusstarka galaxerna som är kända, även om det finns andra galaxer med större isofotala diametermått (såsom NGC 623, Abell 1413 BCG och ESO 306-17). 

### Avstånd
Avståndet till IC 1101 har också varit osäkert, med olika metoder över olika våglängder som gett varierande resultat. En tidigare avståndsberäkning från 1980 med galaxens fotometriska egenskap ger ett avstånd på 262,0 Mparsec (855 miljoner ljusår) och en rödförskjutning på z = 0,077, baserat på ett Hubblekonstantvärde H0 på 60 km/s/Mparsec. RC3-katalogen gav ett nästan liknande värde på z=0,078, baserat på optiska emissionslinjer, ett värde som överensstämde så sent som 2017 baserat på luminositet, stjärnmassa och hastighetsdispersionsfunktioner, som alla ger avstånd på 354,0 megaparsec (1,2 miljarder ljusår) baserat på det moderna värdet av Hubblekonstanten H0 = 67,8 km/s/Mpc, de för närvarande accepterade värdena. Lägre rödförskjutningar har beräknats för andra våglängder, som den fotometriska rödförskjutningsmätningen från Two Micron All-Sky Survey (2MASS) år 2014, vilken gav ett värde på z = 0,045, vilket motsvarar ett avstånd på 197,1 megaparsec (643 miljoner ljusår). En mätning gjord år 2005 av Arecibo-observatoriet med hjälp av den 21 cm stora väteemissionslinjen ger en rödförskjutning på z = 0,021, och därmed ett avstånd på 97,67 ± 6,84 megaparsec (318,6 ± 22,3 miljoner ljusår). 

## Bildning
Avsaknaden av andra ljusa och lysande galaxer förutom IC 1101 i centrum av galaxklustret Abell 2029 tyder på att de absorberades och konsumerades ("tuggades upp") av den framväxande IC 1101. Eftersom halon är något tillplattad, behöll halon troligtvis fördelningen av de ljusa lysande galaxerna när de konsumerades.
Den utarmade kärnan och andra egenskaper hos IC 1101, som halokomponenten och dess struktur på måttliga avstånd från centrum, tyder på att galaxen genomgick ett flertal galaktiska sammanslagningar och interaktioner, kanske så mycket som 10 eller ännu fler. Halons jämnhet tyder på att den bildades tidigt i hopens historia.